# HD 70514
HD 70514 är en ensam stjärna i den norra delen av stjärnbilden Flygfisken. Den har en skenbar magnitud av ca 5,06 och är svagt synlig för blotta ögat där ljusföroreningar ej förekommer. Baserat på parallax enligt Gaia Data Release 2 på ca 11,0 mas, beräknas den befinna sig på ett avstånd på ca 296 ljusår (ca 91 parsek) från solen. Den rör sig bort från solen med en heliocentrisk radialhastighet på ca 2 km/s.

## Egenskaper

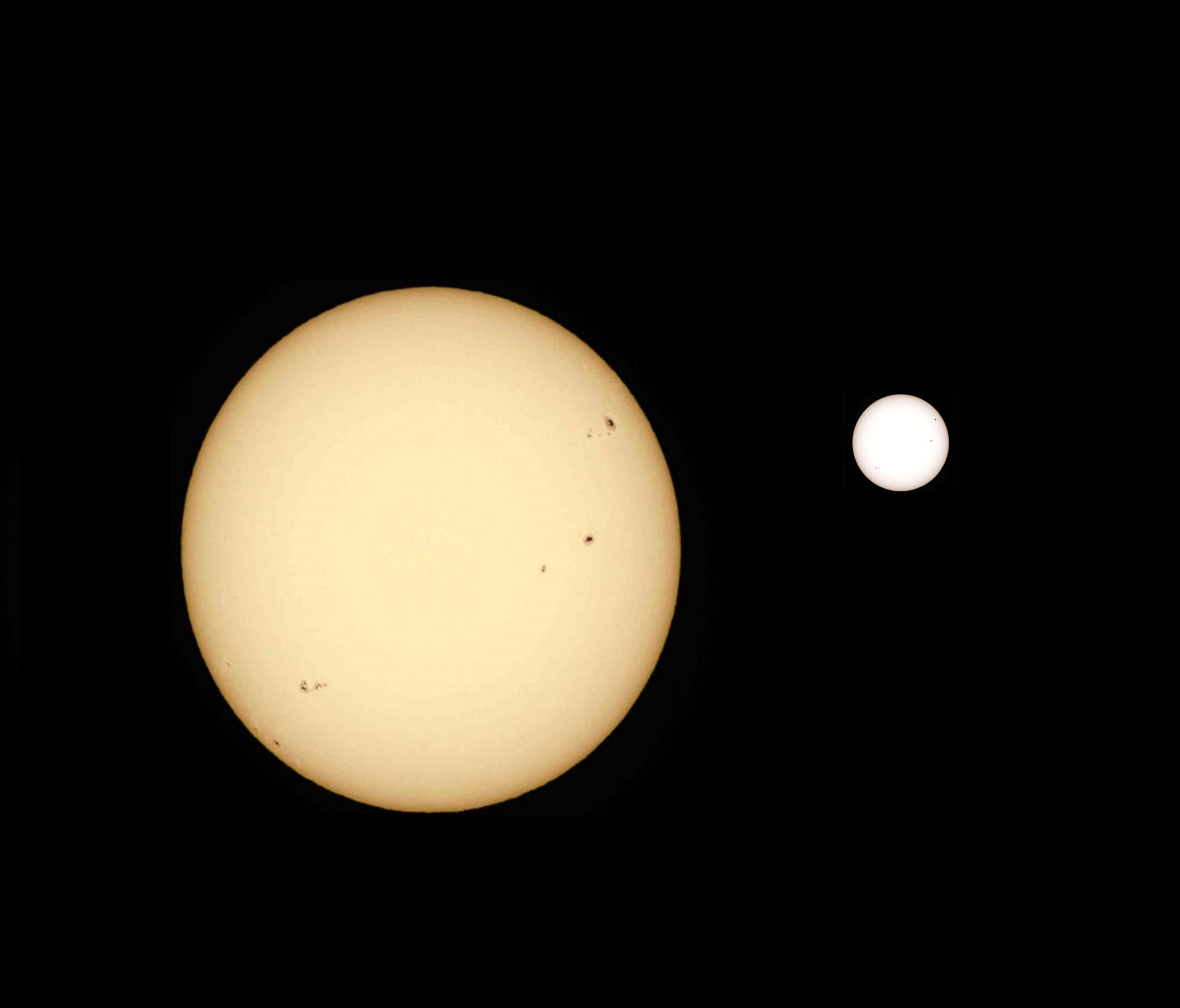
Jätten HD 70514 jämförd med solen.

HD 70514 är en orange till gul jättestjärna av spektralklass K1 III, som har förbrukat förrådet av väte i dess kärna och utvecklats bort från huvudserien. Den har en massa som är ca 1,9 solmassor, en radie som är ca 15 solradier och har ca 99 gånger solens utstrålning av energi från dess fotosfär vid en effektiv temperatur av ca 4 500 K.